# لينا إكنشتاين
لينا دورينا جوانا إكنشتاين (بالإنجليزية: Lina Eckenstein)‏ (23 أيلول 1857- 4 أيار 1931) كانت مؤرخة ثقافية ونسوية بريطانية واسعة المعرفة، اعتُرف بها كفيلسوفة وعالمة في الحركة النسوية. قدمت بعض الإسهامات في تنقيب الحفريات إلا أنها لم تكن معروفة كعالمة آثار.

## حياتها
ولدت لجولي آمالي أتونيا هيلمكي ولرجل الأعمال اليهودي الاشتراكي فريدريك غوتليف إكنشتاين المنتميان إلى مدينة بون الألمانية قبل أن يفرّا منها عقب ثورة عام 1848 التي باءت بالفشل. ولدت إكنشتاين في مقاطعة إزلينغتون في مدينة لندن البريطانية في العام 1857، وكان لديها خمسة أخوة من بينهم المتسلّق المستقل أوسكار إكنشتاين الذي كان شقيقها الأصغر. تعلّمت إكنشتاين مجموعة كبيرة من اللغات التي يُعتقد بأنها اكتسبتها في منشأة تعليمية في سويسرا أو ألمانيا على الرغم من أنها لم تتلق تعليماً رسمياً.
اكتسبت إكنشتاين شهرتها في البداية بعد أن انضمت إلى نادٍ أسسه عالم الرياضيات كارل بيرسون، الذي كان حينها مؤمناً بفكرة تحسين النسل، فسمح للمتطرفين المنتمين إلى الطبقة الوسطى بالتحدّث عن الجنس. أطلق على النادي اسم «نادي الرجال والنساء» واستمر طيلة أواخر ثمانينات القرن التاسع عشر.
نُظر إلى إكنشتاين في العصر الفيكتوري على أنها «امرأة جديدة»، حيث كانت امرأة مشككة بالدين ومتمرّدة. قدّمت دراساتها حول العلاقات الجنسية عند الرومان والرجال والنساء السويسريين خلال حقبة الإصلاح السويسرية. قضت إكنشتاين الكثير من وقتها بالتفكير في جوانب هذه الممارسات الجنسية، وهو أمر لم يكن مناسباً للفتيات الشابات وقتها.
ناقش نادي الرجال والنساء القضايا النسوية والليبرالية، بما في ذلك قضية إنهاء التدخّل القانوني للدولة في الدعارة وقضية تعويض الأمومة. [2] كان العالم كارل بيرسون وزوجته ماريا وأطفالهما سيغريد وهيلغا وإيجون أصدقاءً دائمين لإكنشتاين.

## إكنشتاين كعالمة
دعمت إكنشتاين نفسها مالياً عن طريق إجرائها للبحوث وقيامها بالتدقيق اللغوي والتدريس والترجمة، وعملت كمساعدة بحثية للعديد من الباحثين الذكور البارزين في عصرها مما سمح لها ببناء علاقات وثيقة وصداقات قوية مع المحسّنين المؤثرين في العالم الأكاديمي. كما سمحت لها هذه الصداقات بالسفر على نطاق واسع مقارنة بنساء أواخر القرن التاسع عشر ونساء اليوم.
تولّت إكنشتاين عملاً مهماً عن الفنّان الألماني آلبرخت دورر بطلب من صديق العالم بيرسون الناقد الفنّي مارتن كونوي، الذي قام بذكرها في غلاف كتابه. على الرغم من انتماء إكنشتاين إلى عائلة ألمانية، إلا أنها كانت مطّلعة على اللغة الفرنسية والإيطالية والألمانية في العصور العليا الوسطى والإنجليزية في العصور الوسطى واللاتينية الكلاسيكية والوسطى، إضافة إلى إلمامها بالهيروغليفية المصرية واليونانية والتاريخ الأوروبي. امتلكت إكنشتاين إنجازات تفوق ما هو مطلوب للعمل كمربّية، وعلى الرغم من ذلك عملت كمربية لدى النسوية البريطانية مارغيري كوربيت.
نشرت إكنشتاين في عام 1896 كتابها «امرأة تحت الرهبنة: فصول عن القدّيسة لور وحياتها في الدير بين عامي 500 و1500» وأهدته إلى العالم كارل بيرسون وزوجته ماريا. جمع هذا الكتاب مجموعة كبيرة من المصادر التي قامت إكنشتاين بترجمة بعض منها. ناقش الكتاب الطموحات التي تسعى إليها نساء القرن العشرين التي كانت سبق وحققتها النساء في المؤسسات الدينية قبل آلاف السنين.
وصفت إكنشتاين في كتابها تمرّد الراهبات في مدينة بواتييه الفرنسية بعد وفاة ملكة الفرنجة ومؤسسة دير الصليب المقدس راديغند. استمر تمرّد الراهبات ورفضهنّ لقبول تعيين رئيسة جديدة للدير من قبل التسلسل الهرمي الذكوري الكاثوليكي. ونُسب إلى إكنشتاين الفضل في استرداد اسم كاريتاس بيركهايمر -التي كانت رئيسة دير القدّيسة كلارا في نورنبرغ- من غياهب النسيان.
اعتُبر هذا الكتاب أكثر أعمال إكنشتاين أكاديميةً من بين جميع أعمالها المنشورة، على الرغم من أنها أدرجت فيه بعض المعلومات الملتبسة أو الأسطورية من التاريخ الألماني. في شهر تموز من العام 1896، قرأ كتابها هذا الروائي الإنجليزي جورج جيسنغ الذي عاصر أواخر القرن التاسع عشر.

## سفرها
في العام 1902، عبرت إكشنتاين وادي إرنو العلوي في إيطاليا ونشرت سرداً لرحلاتها هناك. وفي العام التالي، بدأت إكنشتاين مغامرة جديدة عملت فيها مع عالمي الآثار المصرية المعروفين هيلدا وفليندرز بيتري في مصر. تولّت إكنشتاين منصباً إدارياً في معسكر التنقيب عن الحفريات، وكانت مهامها تشمل تسجيل القطع الأثرية والحفاظ عليها وإعدادها للنقل، إضافة إلى التأكد من فهرسة الاكتشافات بشكل صحيح.
لقد كان فليندرز بيتري رجلاً سابقاً لعصره لذا سمح لإكنشتاين بالعمل في منصب كهذا في معسكره. عملت إكنشتاين بالتنقيب عن الحفريات في أبيدوس وسقارة وسرابيط الخادم والشط. كما استطاعت الربط بين بعض الفنون المصرية وأغاني الأطفال الصغار في معبد الملك سيتي الأول.
كانت إكنشتاين مفتونة للغاية بالعلاقة التي تربط صورة عقائدية تعود إلى 3000 عام مضى وأغنية الأطفال «وفاة كوك روبين»، لذا قامت إكنشتاين بنشر دراسة تقارن فيها أغاني الأطفال الصغار في عام 1906. وفي العام 1912، نشرت كتاباً بعنوان «تاريخ سيناء» الذي استندت فيه إلى عملها مع الزوجين هيلدا وفليندرز بيتري، وقامت من خلاله بتتبع الأحداث التاريخية في منطقة سيناء قبل وجود المصريين.
امتلكت إكنشتاين جميع المؤهلات لتنشر كتاباً عن منطقة سيناء، حيث قامت بالتجوّل فيها على ظهر جملها برفقة هيلدا بيتري ومرشد سياحي في عام 1905. نشرت إكنشتاين كتباً عديدة أخرى مزجت فيها بين الواقع والخيال، وكان أحد هذه الكتب «توت عنخ آمون» الذي نشرته في العام 1924 وتحدّثت فيه عن تصوّرها لطفولة النبي موسى.
بدأت إكنشتاين بالانخراط في حملة تحسين حقوق المرأة في العام 1908، فقامت بدعم طالبتها السابقة وصديقتها آنذاك مارغيري كوربيت في مدينة جينيف السويسرية في العام 1920. شغلت كوربيت حينها منصب أمينة الاتحاد الوطني لجمعيات النساء التي تنادي بحق الاقتراع. حضرت كوربيت برفقة إكنشتاين مؤتمر التحالف الدولي لحقّ المرأة في الاقتراع، حيث تحققت إكنشتاين من توفّر إجراءات المؤتمر في مجموعة متنوعة من اللغات الأوروبية.
توفّيت إكنشتاين في 4 أيار من عام 1931 في أبرشية ليتل هامبدين التي تقع في قرية غريت ميسندن في باكينجهامشير، وكان سبب وفاتها التعب الناجم عن التهاب المثانة المزمن.

## إرثها
نُشر لإكنشتاين كتابين آخرين بعد وفاتها، «تعويذة الكلمات» الذي نشر في عام 1932 و«نساء المسيحية القديمة» في عام 1935. أُهدى الكتاب الأول إلى سجريد وهيلغا وإيجون بيرسون، وناقش هذا الكتاب الجذور المشتركة للثقافة الهندية الأوروبية. 

## أعمالها
- «الرجل الزجاجي الصغير، وقصص أخرى»، بالمشاركة مع الكاتب فيلهلم هوف، نشر في عام 1894.
- «امرأة تحت الرهبنة: فصول عن القدّيسة لور وحياتها في الدير بين عامي 500 و1500»، نشر في عام 1896. [4][5]
- «حياة وفن آلبرخت دورر»، نشر في عام 1902.
- «عبر كالسنتينو»، نشر في عام 1902.
- «دراسات مقارنة في أغاني الأطفال الصغار»، نشر في عام 1906.
- «عقيدة القمر في سيناء»، نشر في عام 1911.
- «تاريخ سيناء»، نشر في عام 1921.[7]
- «توت عنخ آمون»، نشر في عام 1924.
- «تعويذة الكلمات: دراسات في اللغة وتأثيرها على العرف»، نشر في عام 1932.
- «نساء المسيحية القديمة»، نشر في عام 1935.